# Otto Erich Deutsch
Otto Erich Deutsch (ur. 5 września 1883 w Wiedniu, zm. 23 listopada 1967 tamże), muzykolog austriacki, bibliograf muzyczny.

## Życiorys
Studiował historię sztuki i literatury na uniwersytetach w Wiedniu i Grazu. Pracował jako krytyk muzyczny w piśmie "Zeit", następnie był asystentem w Kunsthistorische Institut przy Uniwersytecie Wiedeńskim, księgarzem i wydawcą muzycznym, bibliotekarzem w archiwum muzycznym Anthony'ego van Hobokena. Lata 1938–1951 spędził w Anglii, następnie powrócił do Wiednia.
W 1928 otrzymał tytuł profesora w uznaniu dorobku naukowego związanego z twórczością Schuberta. Opracował m.in. pierwszy kompletny katalog dzieł Schuberta (Deutschverzeichnis). Był honorowym członkiem międzynarodowej fundacji Mozarteum w Salzburgu, honorowym przewodniczącym Międzynarodowego Towarzystwa im. Schuberta w Tybindze, doktorem honoris causa Uniwersytetu w Tybindze (1963).
Obok twórczości Schuberta zajmował się także dorobkiem innych kompozytorów XVIII- i XIX-wiecznych, m.in. Mozarta. Wydał kilka nieznanych utworów oraz listy Schuberta. W Wielkiej Brytanii zainicjował centralny katalog muzyki dawnej (British Union Catalogue of Early Music, 1957, dwa tomy).

## Źródła
- Encyklopedia muzyczna PWM. Część biograficzna (pod redakcją Elżbiety Dziębowskiej), tom II: C-D, Polskie Wydawnictwo Muzyczne, Kraków 1984